# Paratrechalea ornata
Paratrechalea ornata är en spindelart som först beskrevs av Cândido Firmino de Mello-Leitão 1943.  
Paratrechalea ornata ingår i släktet Paratrechalea och familjen Trechaleidae. Inga underarter finns listade i Catalogue of Life.